# Ельфвалд І
Ельфвалд І (давн-англ. Ælfwald I; ? — 23 вересня 788) — король Нортумбрії у 779—788 роках.

## Життєпис
Походив з роду Леодвальдінгів, молодшої гілки династії Еоппінгів. Син Освульфа. У 759 році було вбито останнього. Ельфвальд вимушений був втекти з країни. У 778 році він повернувся до Нортумбрії, призвівши до повстання знаті, яка повалила короля Етельреда I у 779 році.
У 780 році домігся обрання архієпископом свого прихильника Енбальда I. У 781 році поставив новим єпископом Хекхема Тільберта. Цим король зміцнив підтримку з боку католицьких прелатів.
Ельфвалд I як володар вважався справедливим. У 786 році задля поліпшення моралі серед духівництва та знаті було скликано синод у Фінгаллі, де брав участь папський нунцій Джорджо Остійського.
У 788 році Ельфальда вбив у Скітлчестері елдормен Сікг. Місце його вбивства було відзначено надзвичайним світлом, що сходила з неба. Ельфвалда I похований в церкві Св. Ендрю Хексемського абатства, де шанувався як святий. Оскільки його сини були малими, то владу отримав двоюрідний брат Осред, син короля Елхреда.

## Родина
- Ельф (?—791)
- Ельфвін (?—791)
- Берн (?—790)